# Graipejaure (Sorsele socken, Lappland, 731195-150271)
Graipejaure är en sjö i Sorsele kommun i Lappland och ingår i Umeälvens huvudavrinningsområde. Sjön har en area på 0,103 kvadratkilometer och ligger 804 meter över havet. Graipejaure ligger i Vindelfjällen Natura 2000-område.

## Delavrinningsområde
Graipejaure ingår i det delavrinningsområde (731114-150351) som SMHI kallar för Mynnar i Vuomejukke. Medelhöjden är 883 meter över havet och ytan är 7,51 kvadratkilometer. Det finns inga avrinningsområden uppströms utan avrinningsområdet är högsta punkten. Vattendraget som avvattnar avrinningsområdet har biflödesordning 5, vilket innebär att vattnet flödar genom totalt 5 vattendrag innan det når havet efter 435 kilometer. Avrinningsområdet består mestadels av kalfjäll (99 procent). Avrinningsområdet har 0,1 kvadratkilometer vattenytor vilket ger det en sjöprocent på 1,4 procent.